# Oberhalberg
Oberhalberg ist ein Ortsteil der Stadt Hennef (Sieg) im Rhein-Sieg-Kreis in Nordrhein-Westfalen. 

## Lage
Der Weiler liegt in einer Höhe von 170 bis 200 Metern über N.N. auf den Hängen des Bergischen Landes und des Nutscheid in der Gemarkung Lauthausen. Ein Ortsteil ist der westlich gelegene ehemalige Wohnplatz Oppelrath. Nachbarort ist Niederhalberg im Süden.

## Geschichte
1910 gab es in Oberhalberg die Haushalte Ackerer Johann Beiert, Schreiner Peter Josef Hausmann, Tagelöhner Heinrich Klein, Fabrikarbeiter Johann Rheindorf und die Ackerer Peter, Remigius und Wilhelm Rheindorf.
Bis zum 1. August 1969 gehörte die Ortschaft Oberhalberg zur Gemeinde Lauthausen, im Rahmen der kommunalen Neugliederung des Raumes Bonn wurde Lauthausen, damit auch die Ortschaft Oberhalberg, der damals neuen amtsfreien Gemeinde „Hennef (Sieg)“ zugeordnet.

## Baudenkmäler
Als Baudenkmal unter Denkmalschutz steht in Oberhalberg ein hölzernes Wegekreuz innerhalb der Ortslage (Auf dem Oberhalberg 3).

## Verkehrsanbindung und Infrastruktur
Oberhalberg liegt am Ende der Straße, die von Oberauel über Berg und Niederhalberg bis nach Oberhalberg führt. An das Busnetz der Stadt Hennef ist Oberhalberg durch Linienbedarfsverkehr (AST-Verkehr) angebunden. Zusätzlich sind außerhalb der Schulferien auch spezielle Linien im Einsatz, um die Anbindung verschiedener Hennefer Schulen zu ermöglichen. Der nächstgelegene Bahnhof ist Blankenberg (Sieg) an der Siegstrecke, unterhalb von Stadt Blankenberg gelegen.
Der Ort verfügt über keine eigene Schule, die nächstgelegene Grundschule ist in Happerschoß. Auch eine eigene Kirche fehlt; der Ort gehört zur Pfarrgemeinde Bödingen.